# Зелюня
Зелюня — річка в Україні, у Звягельському районі Житомирської області. Права притока Церему (басейн Дніпра).
На деяких мапах — Червона Річка.

## Опис
Довжина річки приблизно 3,3 км.

## Розташування
Бере початок на північному сході від Дібрівського. Спочатку тече на північний, а потім на південний захід і на північно-східній околиці Михіївки впадає в річку Церем, ліву притоку Случі.